# VLA-3
VLA-3 (англ. Very Late Antigen-3; интегрин α3β1) — мембранный белок, гетеродимерный интегрин подсемейства β1-интегринов (рецепторы VLA), состоящий из альфа цепи α3 (CD49c) и бета цепи β1 (CD29). Рецептор ламинина.  

## Функции
VLA-3 входит в подсемейство ламинин-связывающих интегринов вместе с α6β1 (VLA-6), α6β4 и α7β1. Ламинин-связывающие интегрины ассоцированы на поверхности клетки с белками тетраспанинами, которые организуют интегрины в мультимолекулярные комплексы, называемые микродомены, обогащённые тетраспанинами. Тетраспаниновые микродомены играют важную роль в клеточной миграции и в метастазировании опухолевых клеток. С другой стороны, микродомены участвуют в стабилизации межклеточных контактов, опосредованных E-кадгерином и, таким образом, могут выполнять антиинвазивные функции.
VLA-3 связывается с ламининами 5 и 10/11, а также с коллагеном и фибронектином. Играет роль в адгезии клеток к внеклеточному матриксу, их миграции и выживаемости в ответ на активацию при связывании с ламининами, локализованными на базальной мембране под эпителиальными и эндотелиальными клетками.

## В онкологии
Экспрессия интегрина VLA-3 коррелирует с метастазированием опухолевых клеток, причём для одних клеток корреляция — положительная, а для других — отрицательная. В первом случае блокирование этого интегрина ингибирует метастазирование опухоли в другие ткани, т. к. снижает их способность прикрепляться, проникать в ткань, выживать в ней и пролиферировать. Встречающаяся отрицательная корреляция связана с тем, что в некоторых случаях α3β1 может предотвращать способность клеток к их отрыву от матрикса и, следовательно, дальнейшему метастазированию. Влияние α3β1 на метастазирование опухоли может зависеть от экспрессии Е-кадгерина, других интегринов и иных факторов.
Интегрин α3β1 особенно часто играет роль в метастазировании при раке молочной железы и рассматривается как перспективная терапевтическая мишень.